# Кайл Снайдер (борець)
Кайл Снайдер (англ. Kyle Snyder; нар. 20 листопада 1995, невключена територія Вудбайн, штат Меріленд) — американський борець вільного стилю, триразовий чемпіон, дворазовий срібний та бронзовий призер чемпіонатів світу, п'ятиразовий Панамериканський чемпіон, дворазовий чемпіон Панамериканських ігор, володар та срібний призер Кубків світу, чемпіон та срібний призер Олімпійських ігор.

## Біографія
Боротьбою почав займатися у віці 5 років з 2000 року. Триразовий чемпіон серед школярів штату Меріленд, переміг у 179 сутичках, не зазнавши жодної поразки. Був чемпіоном світу серед юніорів 2013 року, та бронзовим призером 2014 року. Наймолодший американський чемпіон світу з вільної боротьби — виграв світову першість у віці 19 років.
Виступає за борцівський клуб «Titan Mercury». Чемпіон відкритого чемпіонату США 2015 року. У 2016 році став непереможеним чемпіоном Національної асоціації студентського спорту (NCAA), вигравши 11 поєдинків з 11. Найбільший вплив на Кайла Снайдера, за його словами, здійснює американський борець болгарського походження Тервел Длагнєв, який є його найближчим партнером на тренуваннях і другом.
Навчається в Університеті штату Огайо, де вивчає спортивний менеджмент.

## Спортивні результати на міжнародних змаганнях

### Виступи на Олімпіадах
| Змагання                    | Збірна | Вагова категорія          | Місце  |
| --------------------------- | ------ | ------------------------- | ------ |
| Літні Олімпійські ігри 2016 | США    | вільна боротьба, до 97 кг | Золото |
| Літні Олімпійські ігри 2020 | США    | вільна боротьба, до 97 кг | Срібло |

У фіналі літніх Олімпійських ігор 2016 року в Ріо-де-Жанейро зустрівся з представником Азербайджану Хетагом Газюмовим і переміг з рахунком 3-1, ставши олімпійським чемпіоном.

### Виступи на Чемпіонатах світу
| Змагання                        | Збірна | Вагова категорія          | Місце  |
| ------------------------------- | ------ | ------------------------- | ------ |
| Чемпіонат світу з боротьби 2015 | США    | вільна боротьба, до 97 кг | Золото |
| Чемпіонат світу з боротьби 2017 | США    | вільна боротьба, до 97 кг | Золото |
| Чемпіонат світу з боротьби 2018 | США    | вільна боротьба, до 97 кг | Срібло |
| Чемпіонат світу з боротьби 2019 | США    | вільна боротьба, до 97 кг | Бронза |
| Чемпіонат світу з боротьби 2021 | США    | вільна боротьба, до 97 кг | Срібло |
| Чемпіонат світу з боротьби 2022 | США    | вільна боротьба, до 97 кг | Золото |

У фіналі чемпіонату світу 2015 року в Лас-Вегасі зустрівся з представником Росії Абдусаламом Гадісовим і переміг з рахунком 3-1, вперше ставши чемпіоном світу.

### Виступи на Панамериканських чемпіонатах
| Змагання                                   | Збірна | Вагова категорія          | Місце  |
| ------------------------------------------ | ------ | ------------------------- | ------ |
| Панамериканський чемпіонат з боротьби 2017 | США    | вільна боротьба, до 97 кг | Золото |
| Панамериканський чемпіонат з боротьби 2019 | США    | вільна боротьба, до 97 кг | Золото |
| Панамериканський чемпіонат з боротьби 2020 | США    | вільна боротьба, до 97 кг | Золото |
| Панамериканський чемпіонат з боротьби 2021 | США    | вільна боротьба, до 97 кг | Золото |
| Панамериканський чемпіонат з боротьби 2022 | США    | вільна боротьба, до 97 кг | Золото |

### Виступи на Панамериканських іграх
| Змагання                  | Збірна | Вагова категорія          | Місце  |
| ------------------------- | ------ | ------------------------- | ------ |
| Панамериканські ігри 2015 | США    | вільна боротьба, до 97 кг | Золото |
| Панамериканські ігри 2019 | США    | вільна боротьба, до 97 кг | Золото |

### Виступи на Кубках світу
| Змагання                    | Збірна | Вагова категорія          | Місце  |
| --------------------------- | ------ | ------------------------- | ------ |
| Кубок світу з боротьби 2016 | США    | вільна боротьба, до 97 кг | 4      |
| Кубок світу з боротьби 2017 | США    | вільна боротьба, до 97 кг | Срібло |
| Кубок світу з боротьби 2018 | США    | команда                   | Золото |

### Виступи на інших змаганнях
| Змагання                                 | Збірна | Вагова категорія            | Місце  |
| ---------------------------------------- | ------ | --------------------------- | ------ |
| Henri Deglane Challenge 2013             | США    | вільна боротьба, до 96 кг   | Бронза |
| Beat the Streets 2015                    | США    | вільна боротьба, до 97 кг   | Золото |
| Кубок Бразилії з боротьби 2015           | США    | вільна боротьба, до 97 кг   | Золото |
| Гран-прі «Іван Яригін» 2016              | США    | вільна боротьба, до 97 кг   | Бронза |
| Турнір Олександра Медведя 2016           | США    | вільна боротьба, до 97 кг   | Бронза |
| Олімпійські випробування США 2016        | США    | вільна боротьба, до 97 кг   | Золото |
| Гран-прі Німеччини з боротьби 2016       | США    | вільна боротьба, до 97 кг   | Бронза |
| Клубний чемпіонат світу з боротьби 2016  | США    | команда                     | Золото |
| Гран-прі «Іван Яригін» 2017              | США    | вільна боротьба, до 97 кг   | Золото |
| Гран-прі Іспанії з боротьби 2017         | США    | вільна боротьба, до 97 кг   | Золото |
| Клубний чемпіонат світу з боротьби 2017  | США    | команда                     | Срібло |
| Гран-прі «Іван Яригін» 2018              | США    | вільна боротьба, до 97 кг   | Золото |
| Beat the Streets 2018                    | США    | Multiple Style Event, LL 97 | Золото |
| Турнір Яшара Догу 2018                   | США    | вільна боротьба, до 97 кг   | Бронза |
| Гран-прі «Іван Яригін» 2019              | США    | вільна боротьба, до 97 кг   | 9      |
| Турнір Дана Колова — Николи Петрова 2019 | США    | вільна боротьба, до 97 кг   | Золото |
| Grapple at the Garden 2019               | США    | Multiple Style Event, LL 97 | Золото |
| Турнір Яшара Догу 2019                   | США    | вільна боротьба, до 97 кг   | Золото |
| Меморіал Білла Фаррела 2019              | США    | вільна боротьба, до 97 кг   | Золото |
| Турнір Аланії з боротьби 2019            | США    | вільна боротьба, до 97 кг   | Золото |
| Турнір Маттео Пелліцоне 2020             | США    | вільна боротьба, до 97 кг   | Бронза |
| Гран-прі Франції Анрі Деглана 2021       | США    | вільна боротьба, до 97 кг   | Золото |
| Гран-прі «Іван Яригін» 2022              | США    | вільна боротьба, до 97 кг   | Золото |

### Виступи на змаганнях молодших вікових груп
| Змагання                                      | Збірна | Вагова категорія          | Місце  |
| --------------------------------------------- | ------ | ------------------------- | ------ |
| Чемпіонат світу з боротьби серед юніорів 2013 | США    | вільна боротьба, до 96 кг | Золото |
| Чемпіонат світу з боротьби серед юніорів 2014 | США    | вільна боротьба, до 96 кг | Бронза |